# Delias joiceyi
Delias joiceyi är en fjärilsart som beskrevs av Talbot 1920. Delias joiceyi ingår i släktet Delias och familjen vitfjärilar. Inga underarter finns listade i Catalogue of Life.